# Carnaval de Conache
Carnaval de Conache es un evento cultural peruano que se realiza cada año en el mes de marzo en la localidad de Conache, ubicada a unos 14 kilómetros del centro histórico de la ciudad de Trujillo. Este carnaval es uno de los eventos más importantes de Conache durante el verano y se encuentra en el Calendario Turístico de la Región La Libertad.

## Historia
Conache en un antiguo sector que perteneció a la cultura Moche en la época preincaica. Posee suelos arenosos y está bañado por el río Moche. El carnaval de Conache es una tradición que se realiza desde el año 1996. En la edición número 16 del carnaval se esperó la asistencia de unos 20 mil visitantes.

## Gastronomía típica

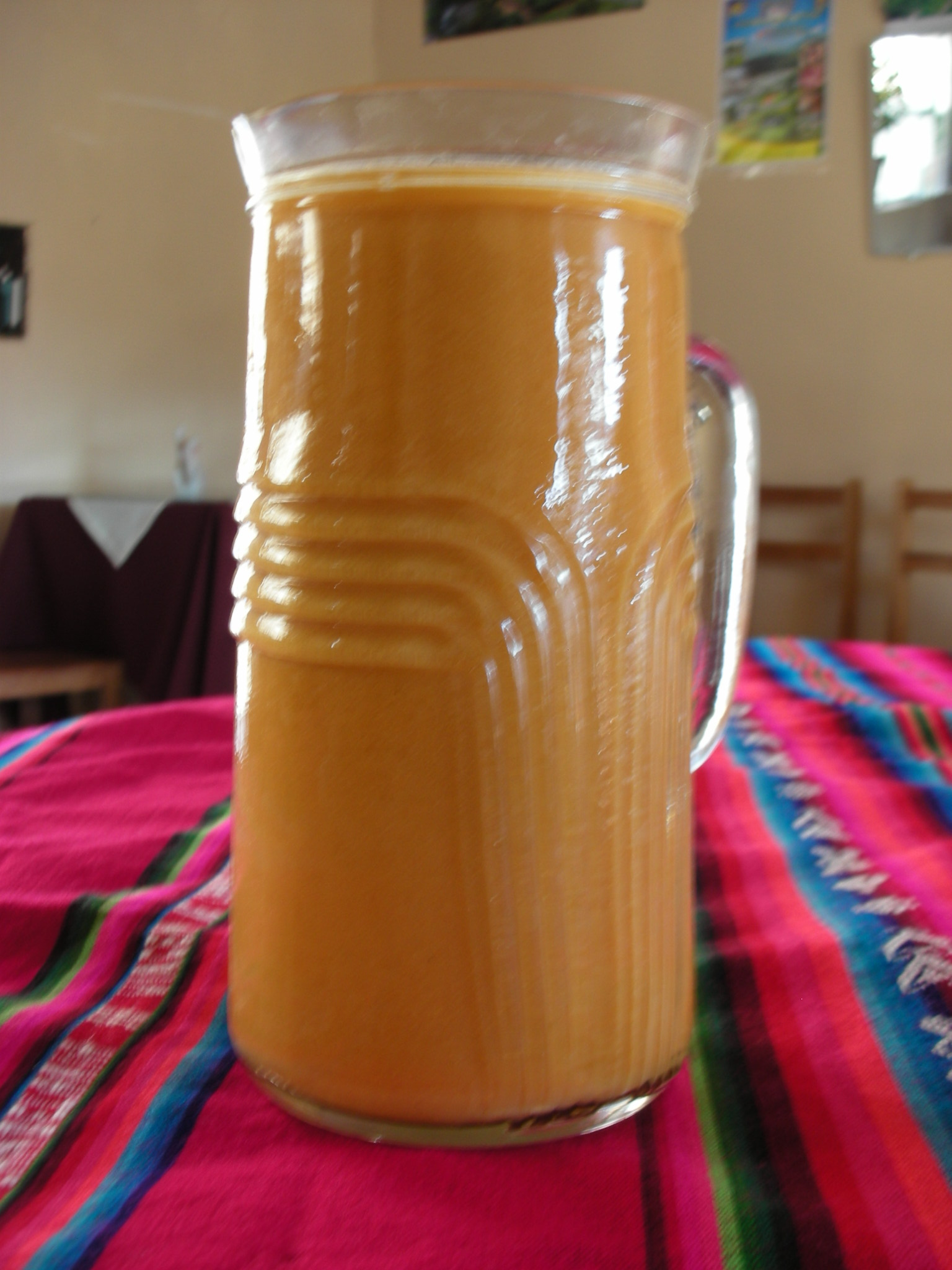
Chicha de jora

Los platos típicos que se degustan durante el festival son:
- Cuy.
- Pato.
- Cabrito.
- Frito de chancho.
- Puchero.
- Tamales.
- Chicha de jora, se consume aproximadamente mil litros de esta bebida ancestral.

## Actividades principales
Entre las actividades del carnaval se encuentran:
- Presentación de la reina
- Presentación de caballos de paso
- Palo Cilulo.
- Fiesta de Carnaval, se celebra en el día central.
- Presentación de comparsa invitada de Cajamarca.